# Martijn Maaskant

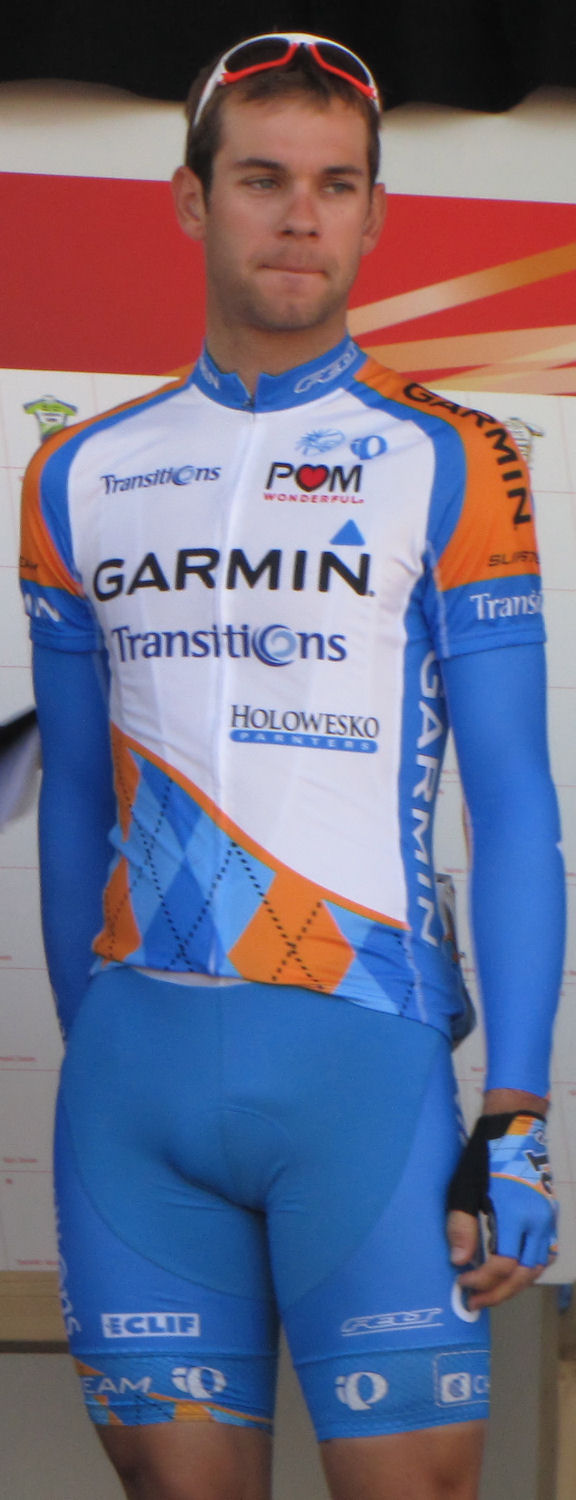
Martijn Maaskant

Martijn Maaskant (Zuidland, 27 de julho de 1983) é um ciclista da Holanda.